# Maleni satelit
Mali satelit ili maleni satelit, umjetni satelit male veličine i mase. Malenih je dimenzija i težine u odnosu na klasične svemirske letjelice) koji pak mogu uspješno obaviti zadanu misiju. Sve je to izravan rezultat revolucije u elektronici. Inženjeri iz tvrtke SSTL napominju kako procesiranje podataka dominira na velikim računalima (mainframe), a maleni sateliti su kao osobna računala (PC) u svemiru te se očekuje slična razina rasta. Tehnološki sofisticirani maleni sateliti izašli su na vidjelo kao posljedica revolucije u dizajnu svemirskih letjelica, a sposobni su brzo i točno prikupiti i proslijediti informacije. Današnji moderni i tehnološki napredni maleni sateliti iskorištavaju velika ulaganja u modernu konzumnu elektroniku. Komponente iz prijenosnih računala, digitalnih fotoaparata i mobitela omogućuju drastično povećanje pouzdanosti te snage procesiranja signala. Iako maleni sateliti nikada neće moći izvesti ono što veliki sateliti mogu, oni će, nadaju se istraživači, osigurati soluciju 80/10 – dati 80% sposobnosti za 10% cijene. Polazeći od toga, sateliti više nisu egzotični, milijarde dolara vrijedni sustavi kao što su to nekada bili. Postaju nadopuna za bespilotne letjelice pri čemu nude izdržljivost, prikaz visoke razlučivosti ili video linkove, sposobni nadzirati područja bilo gdje na planeti te osiguraju brz odziv u slučaju korisnikovog zahtjeva za informacijama. Pa ipak, njihova je cijena visoka ali se ipak postupno smanjuje kako računalna revolucija napreduje.
Zagovornici malenih satelita te istraživači ne definiraju ih samo prema masi nego i prema cijeni kao i vremenu potrebnom za razvoj. Maleni sateliti teže manje od 1000 kilograma, cijena im je nešto manje od 30 milijuna GBP (britanskih funta) za izradu i lansiranje te je potrebno od 2 do 3 godine za njihov razvoj. Mini sateliti teže do 500 kilograma i njihov razvoj traje dvije godine po cijeni do 30 milijuna GBP. Mikro sateliti su teški manje od 100 kilograma i koštaju manje od 10 milijuna GBP. Ispod te klase nalaze se nano sateliti, težine do 10 kilograma, te piko sateliti težine unutar 0,1 kilogram. Dva potonja su uglavnom eksperimentalne letjelice.
Mikro sateliti se uglavnom lansiraju u grozdovima ili “autostopiraju” u velikim raketama ako je težina glavnog korisnog tereta ispod dopuštene maksimalne lansirne težine. Kraće vrijeme potrebno za razvoj i niža cijena imaju važnu implikaciju u definiranju malenih satelita, u njihovom razvoju, izradi i uporabi. Veliki se satelit – mase po nekoliko tona, razvija više od 10 godina, po cijeni od više stotina milijuna USD. Za mnoge je potencijalne korisnike to preskupo. Ali maleni sateliti mogu se lansirati u skupinama ili čak formacijama pri čemu se mogu postići i mogućnosti slične velikim, i skupim, satelitima. Brži razvoj osigurava mnogo moderniju tehnologiju: jedan SSTL-ov nano satelit mase 6,5 kilograma razvijen je, izrađen i lansiran godine 2000., a ima brži procesor nego EnviSat – kojemu je cijena golemih 2 milijarde eura! Zbog činjenice što su maleni sateliti jeftiniji, lakše je prihvatiti i opravdati njihov kraći radni vijek istih, što čak može postati i prednost. Zamjenski mali, mini, mikro… satelit tako ima novu i moderniju tehnologiju, a cijena mu je smanjena zato što su komponente projektirane po manje zahtjevnim specifikacijama.
Maleni sateliti te neki mini sateliti mogu se pozicionirati u orbitu pomoću manjih lansirnih vozila (raketa nosača). Mikro sateliti se uglavnom lansiraju u grozdovima ili “autostopiraju” u velikim raketama ako je težina glavnog korisnog tereta ispod dopuštene maksimalne lansirne težine. Čak i bez malenog lansirnog vozila kao što je npr. Falcon, ideja malenih satelita funkcionira sasvim prihvatljivo i u okviru predviđenih, nižih, troškova. Neovisnost je također cilj za globalni operativni sustav malih satelita, što također pokazuje jedan inovativni pristup za financiranje.
Brojne su prednosti. Lako ih je lansirati i postaviti u orbitu, manji je trošak izrade i lansiranja, mogu obaviti zadaće za koje su donedavno trebali golemi sateliti. No današnji mali sateliti nemaju nikakav pogon kojim bi mogli izbjeći sudare. Zbog lansiranja malih satelita kao CubeSat u golemom broju, pogibao od sudara s gomilom drugog materijala (i drugih minijaturnih satelita) je viši no ikad. Sudarom malih fragmenata svemirskog smeća može se pokrenuti lančana reakcija zvana Kesslerov sindrom, nazvanu po Nasinu znanstveniku Donaldu Kessleru koji je problem razmatrao još 1978. godine. To znači da se komadići malih satelita koji su se sudarili mogu odbiti ka hrpi drugih letjelica u orbiti. Tu do izražaja dolaze slabosti malih satelita. Manje su otporni na sitne komade svemirskog smeća koje je danas nemoguće pratiti. Znanstvenici pozivaju svemirske agencije na brže i učinkovitije rušenje "mrtvih" satelita, čime bi se smanjila količina svemirskog smeća. Svemirsko zakonodavstvo je zastarjelo. Po važećim pravilnicima, sateliti moraju izgorjeti u atmosferi 25 godina nakon dovršetka misije, što je predugo za velike satelitske rojeve. Popularnost minijaturiziranih satelita kod naručitelja sve je veća i sve ih se više naručuje. Broj satelita u orbiti raste i nema kontrole nad tim što se sve može sudariti. Rojevi mini satelita sve su brojniji i sve su izvjesniji sudari malih satelita pri čemu nastaje velika šteta.